# 线性病毒科
线性病毒科（学名：Flexiviridae），也称弯曲病毒科，曾在2004年成为一个病毒的新科，但是从2009年开始被分入甲型线形病毒科（Alphaflexiviridae）、乙型线形病毒科（Betaflexiviridae）和丙型线形病毒科（Gammaflexiviridae）之中，这三个科都和蕪菁發黃鑲嵌病毒科（Tymoviridae）归属于一个叫芜菁黄花叶病毒目（Tymovirales）的新目下。因为国际病毒分类委员会（ICTV）基于这些病毒蛋白质（衣壳和RNA聚合酶）的分子系统发生学关系。弯曲病毒科的病毒是单链的正义RNA病毒，因此按照巴尔的摩病毒分类系统被分到第四组里。这些病毒是丝状的，它们被命名为弯曲病毒是因为它们的形态极度弯曲。该类病毒很容易能自动的转录，同时它们也有其它的病媒载体可以帮助传播。单一物种倾向于感染一个宿主植物，许多种类喜欢感染木本植物。这些病毒经常聚集在细胞质里。

## 下级分类
本科包括以下属：
- 蔥屬X病毒屬 Allexivirus  ，代表種：青蔥病毒X(Shallot virus X)
- 柑橘病毒属 Mandarivirus  ，代表種：印第安柑橘屬環斑病毒(Indian citrus ringspot virus)
- 康乃馨潛伏病毒屬 Carlavirus 香石竹潛伏病毒屬，代表種：康乃馨潛伏病毒(Carnation latent virus)
- 髮狀病毒屬 Capillovirus  ，代表種：蘋果樹幹溝槽病毒(Apple stem grooving virus)
- 小窩病毒屬 Foveavirus)  ，凹洞病毒屬，代表種：蘋果樹幹表面腐凹病毒(Apple stem pitting virus蘋果樹幹表瘡病毒)
- 馬鈴薯X病毒屬 Potexvirus  ，代表種：馬鈴薯病毒X(Potato virus X)
- 毛髮狀病毒屬 Trichovirus ，毛絲狀病毒屬，代表種：蘋果萎黃葉點病毒(Apple chlorotic leaf spot virus)
- 葡萄屬病毒屬 Vitivirus  ，代表種：葡萄藤A病毒(Grap vine virus A)